# Strong City, Kansas
Strong City är en ort i Chase County i Kansas. Vid 2020 års folkräkning hade Strong City 386 invånare.